# Hymenocarpos circinnatus
Hymenocarpos circinnatus är en ärtväxtart som först beskrevs av Carl von Linné, och fick sitt nu gällande namn av Gaetano Savi. Hymenocarpos circinnatus ingår i släktet Hymenocarpos och familjen ärtväxter. Inga underarter finns listade i Catalogue of Life.